# Nagy hólyagcsiga
A nagy hólyagcsiga (Aplexa hypnorum) a csigák (Gastropoda) osztályába és a Physidae családjába tartozó faj.

## Előfordulása
A nagy hólyagcsiga holarktikus csigafaj, amely Európa és Ázsia állóvizeiben és pocsolyáiban található meg. A legfőbb elterjedési területe Dél- és Közép-Európa.

## Megjelenése
A nagy hólyagcsiga háza a legtöbb csigáéval ellentétben nem jobbra, hanem balra csavarodott, keskeny tojás alakú, felül hegyes, 12-13 milliméter magas és 5-7 milliméter széles. Utolsó kanyarulata nem tágul ki erősen, körülbelül ugyanolyan magas, mint a fölötte következő kanyarulatok együttesen. A ház vékony, áttetsző héjú, színe sárgásbarna, vörösesbarna. Az állat teste fekete, szabad köpenynyúlványa nincs.

## Életmódja
A nagy hólyagcsiga tócsák és vizesárkok lakója. Olyan nedves területeken is megél, amelyek gyakran kiszáradnak. A nagy hólyagcsigák a vízfenéken a mélyebb szakaszok felé húzódnak olyan területekre, ahol még a legkeményebb télen sem fordulhat elő olyan vastag jégréteg, amely veszélyezteti áttelelésüket. A puhatestűek anyagcseréje a téli hónapokban annyira lelassul, hogy helyváltoztató mozgást egyáltalán nem végeznek, légzésük pedig a létfunkciók fenntartásához még éppen elegendő szintre csökken. Tápláléka szerves üledék és alga, illetve állati tetemek. Néha lárvákat is zsákmányol.  A nagy hólyagcsiga 3-4 évig él. Annak ellenére, hogy vízben él, nincs kopoltyúja, tüdővel lélegzik. Levegővételre a víz felszínére jön. Koszos vizet is elviselik. Szeretik a békalencsét. A házát nem tudja bezárni.  Legjobban talán homokon érzi jól magát. Petéit tokba zárja, majd a vízinövényekre ragasztja. Levegővételre a víz felszínére jön. Nagyon nagy az alkalmazkodó képességük. A nagy hólyagcsiga időnként feljön a felszínre a víz felszínén úszik.

## Szaporodása
Könnyű 1 egyed elég, hogy szaporodjon. A petéket kis csomókban teszi növényekre és tereptárgyakra. A kikelő kis csigák teljesen kifejlett formában látják meg a napvilágot.

## Hasonló fajok
A hegyes hólyagcsiga (Physa acuta), megjelenésében a nagy hólyagcsiga és a szinte tojás alakú házzal rendelkező szárnyas hólyagcsiga (Physa fontinalis) között helyezkedik el. Utolsó kanyarulata hólyagszerűen kitágult, tekercse hosszú és kihegyezett. Teste csupán egyetlen, ujjasan osztott köpenynyúlvánnyal rendelkezik.